# Une vraie jeune fille (EP)
Une vraie jeune fille è un EP del musicista statunitense Mort Shuman e della regista francese Catherine Breillat. L'EP contiene la colonna sonora del film L'adolescente (Une vraie jeune fille), diretto dalla stessa Breillat nel 1975 e distribuito nel 1999.

## Descrizione
La colonna sonora del film, composta da Mort Shuman su parole di Catherine Breillat, è stata pubblicata in download digitale e comprende 4 brani, cantanti della stessa Catherine Breillat, che doppia anche Christian Valentin nella canzone Ma petite amie a fichu le champ.

## Tracce
1. Ma petite amie a fichu le camp
2. Le danger c'est de trop aimer
3. Suis-je une petite fille?
4. Electric Guitar